# Política de Groenlandia
La política de Groenlandia se desarrolla en un contexto de democracia representativa parlamentaria bajo dependencia danesa.

## Poderes del Estado
El jefe de Estado es el 
l rey Federico X de Dinamarca que delega el poder en un alto comisionado. El primer ministro es el jefe de gobierno y es un sistema multipartidista. Groenlandia tiene autogobierno desde 1979, aunque sigue formando parte de Dinarmarca y elige dos diputados del parlamento danés. 
El poder ejecutivo es ejercido por el gobierno, mientras que el legislativo es compartido por el gobierno y el Parlamento, denominado Landsting, de 31 miembros. El primer ministro es desde 2021 Múte Bourup Egede y la alta comisionada desde 2011 es Mikaela Engell. El poder judicial es independiente de los otros poderes.

## Partidos políticos
Los principales partidos son los socialdemócratas de Siumut, los separatistas socialistas de Inuit Ataqatigiit y los liberales-conservadores de Atassut.
| Partido                                          | Ideología                            |
| ------------------------------------------------ | ------------------------------------ |
| Siumut                                           | Social democracia - Independentismo  |
| Inuit Ataqatigiit (Partido del pueblo inuit)     | Izquierda - Independentismo          |
| Demokraatit (Demócratas)                         | Liberalismo social - Autonomismo     |
| Partii Naleraq                                   | Centro                               |
| Atassut (Partido de la comunidad)                | Conservadurismo social - Autonomismo |
| Suleqatigiissitsisut (Partido de la cooperación) | Liberalismo social - Unionismo       |
| Nunatta Qitornai                                 | Independentismo                      |